# Nora, Värmdö kommun
Nora är en by, belägen 2 kilometer öster om Hemmesta på Värmdölandet i Stockholms skärgård. 

## Kulturmiljö
"Med den ålderdomligt slingrande vägen, den välbevarade bebyggelsen...den kuperade bytomten, och de uppodlade dalstråken, är Nora kanske den by i kommunen som bäst bevarat sin agrara karaktär."

## Historia
Nora ligger vid en vattenled som på järnåldern genomskar Värmdölandet från Breviken via nuvarande Morträsket, Norrängsträsket, Sågträsket och Tunaträsket till Hemmesta och Torsbyfjärden. Byn ursprung antas dock vara medeltida.

Nora brukades 1530 av en skattebonde. Gården tillhörde 1580 Hemmesta fjärding i Värmdö skeppslag. Från 1638 till in på 1800-talet förlänades räntorna, först till Axel Oxenstierna, men jorden har alltid varit in bondeägo. 

Vid laga skiftet 1856 fanns 8 delägare i byn.

## Kommunikationer
En grusväg leder till huvudvägen Hemmesta vägskäl-Fagerdala.
SL-Buss 440 till Noravägen.

## Ploglandet
Ploglandet, en tidigare utgård nordväst om Nora, är numera namn på ett industriområde med separat vägförbindelse och busshållplats.